# San Marco dei Veneziani (Bari)
A San Marco dei Veneziani egy templom Bari történelmi központjában.

## Története
A hagyományok szerint a templomot 1002-1003-ban építették Bari szaracén uralom alól való felszabadítása megünneplésére. A templomot a velenceiek védőszentjének, Márk evangélistának szentelték, hiszen az ő flottájuk segítségével sikerült döntő csapást mérni az arabokra. A régészeti kutatások rácáfolnak a hagyományokra. Minden valószínűség szerint a templom a 12. század második felében épült egy korábbi, 10. századi (vagy korábbi) bizánci stílusú templom helyén. Első említése 1187-ből származik.

## Leírása
A kis, román stílusban épült templom homlokzatának díszítőelemei a faragott kapu valamint a rózsaablak. A templom eredetileg háromhajós volt, de a jobb oldali hajót lebontották. Az évszázadok során elvégzett átalakítási munkálatok miatt a templombelső eredeti díszítőelemeiből kevés maradt fenn. Az oltár 1893-ban készült. A festmények és kegytárgyak a 19-20. századból származnak.